# Murga (Ungheria)
Murga è un comune dell'Ungheria centro-meridionale di 80 abitanti (dati 2005). È situato nella contea di Tolna.